# 15 Big Ones
| 전문가 평가                   | 전문가 평가 |
| 평가 점수                     | 평가 점수   |
| 출처                          | 점수        |
| ----------------------------- | ----------- |
| AllMusic                      | [ 1 ]       |
| Blender                       | [ 2 ]       |
| Christgau's Record Guide      | B           |
| Encyclopedia of Popular Music | [ 4 ]       |
| MusicHound                    | woof!       |
| Pitchfork Media               | 1.5/10      |
| The Rolling Stone Album Guide | [ 7 ]       |

《15 Big Ones》는 1976년 7월 5일에 발매된 미국의 록 밴드 비치 보이스의 스물 번째 스튜디오 음반이다. 그것은 몇 가지 새로운 오리지널과 함께 로큰롤과 리듬 앤 블루스 표준의 커버 버전으로 구성되어 있다. 이 음반은 엇갈린 평가를 받았으나, 빌보드 200 차트에서 8위를 정점으로 수년 만에 새 스튜디오 음반의 최고 판매고를 기록했다. 척 베리의 〈Rock and Roll Music〉과 오리지널 〈It's O.K.〉의 커버, 〈Everyone's in Love with You〉 등 3개의 싱글이 발표됐다. 처음 두 곡은 빌보드 핫 100에 각각 5위와 29위로 차트화되었고, 결국 1970년대에는 그들의 유일한 톱 10 히트곡이 되었다.
블론디 채플린과 리키 파타르가 전작 《Holland》(1973년)에 이어 비치 보이스에서 탈퇴한 가운데, 그룹 내 창작의 방향성을 고민하던 시기에 《15 Big Ones》가 녹음됐다. 컴필레이션 음반 《Endless Summer》(1974년)의 예상치 못한 성공에 대응하여, 《Pet Sounds》(1966년) 이후 밴드의 음반 중 솔로 프로듀싱 크레딧을 받지 못했던 브라이언 윌슨이 《15 Big Ones》 세션을 감독하기 위해 영입되었다. 비록 밴드가 그에게 돌아오라고 간청했지만, 그들은 그가 생산되지 않은 소리를 원하는 것에 저항했다. 발매되자마자, 칼과 데니스 윌슨 형제는 음반에 대해 "완성이 안 된", "타박상 과정"이라고 실망의 목소리를 냈다.

## 배경
비치 보이스의 이전 스튜디오 음반 《Holland (음반)Holland》(1973년)에는 보너스 EP, 《Mount Vernon and Fairway》가 들어 있었는데, 이 음반은 원래 브라이언 윌슨이 〈A Casual Look〉과 같은 1950년대 노래의 삽입곡들을 포함하는 음반 길이의 스위트룸을 구성하기 위해 의도한 것이었다. 하지만, 이 작품의 요소는 칼 윌슨 (1960년대 후반부터 사실상의 음악 감독으로 활동해 온)이 이 아이디어에 당황한 후 폐기되었다.
1974년 가을, 그룹 매니저 제임스 윌리엄 게르시오가 소유한 카리부 랜치 스튜디오 (콜로라도주 네덜란드에 있는), 샌타모니카에 있는 브라더스 스튜디오에서 1975년 초에 발매될 음반을 위한 세션이 열렸다. 브라이언이 그 소송에 적극적으로 관여했다고 보도되었지만 석방은 일어나지 않았다. 카리부 목장과 그 스튜디오가 불에 타버렸을 때 많은 테이프들이 파괴되었고 브라더 스튜디오로 가져간 테이프들만이 살아남았다.

## 발매
이 음반의 이름을 《Group Therapy》라고 짓자는 브라이언(또는 데니스)의 제안은 이 그룹에 의해 거부되었고, 대신 이 음반의 15년 동안 이 음반의 수록곡 수가 같다는 이유로 《15 Big Ones》라는 타이틀이 주어졌다. 칼과 데니스의 반대에도 불구하고, 이 음반은 6월 말에 발매되었고, 27주 동안 미국에서 8위로 올라섰고, 골드 인증을 따서 2012년 《That's Why God Made the Radio》까지 이 밴드의 마지막 톱 10 스튜디오 음반이 되었다. 그리고 나서 이 그룹은 브라이언의 치료 프로그램에 따라 브라이언을 포함한 여러 공연을 가진 대규모 미국 투어를 시작했다.
《15 Big Ones》는 10년 동안 가장 상업적으로 성공한 비치 보이스 스튜디오 음반이었지만, 이 음반에 대한 비판적인 반응은 긍정적이지 않았다. 발매되자마자, 그 음반은 일반적으로 팬들에게 미움을 받았다. 브라이언은 새 음반이 그리 깊지 않다는 점은 인정하면서도 다음 그룹 활동은 〈Good Vibrations〉과 대등할 것이라며 낙관적인 태도를 보였다. 칼은 이 음반에 실망했고 데니스는 이렇게 설명했다. "사람들은 비치 보이스의 새 음반을 기대하며 내내 기다렸고, 저는 그들에게 이런 것을 주는 것이 싫었습니다. 브라이언을 완전히 통제하게 한 것은 큰 실수였습니다. 그는 항상 절대적인 프로듀서였지만, 그가 없는 동안 사람들은 자라났고, 사람들은 다음 사람만큼 민감해졌다는 것을 아는 사람은 거의 없었다. 왜 아티스트로서의 권리를 포기해야 하죠? 이 모든 과정은 약간 타박상이었습니다."

## 곡 목록
| #  | 제목                            | 작사·작곡                           | 리드 보컬                                      | 재생 시간 |
| -- | ------------------------------- | ----------------------------------- | ---------------------------------------------- | --------- |
| 1. | 〈Rock and Roll Music〉         | 척 베리                             | 마이크 러브                                    | 2:29      |
| 2. | 〈It's O.K.〉                   | 브라이언 윌슨, 마이크 러브          | 러브, 데니스 윌슨                              | 2:12      |
| 3. | 〈Had to Phone Ya〉             | 윌슨, 러브, 다이앤 로벨             | 러브, 앨 자딘, D. 윌슨, 칼 윌슨, 브라이언 윌슨 | 1:43      |
| 4. | 〈Chapel of Love〉              | 제프 배리, 엘리 그리니치, 필 스펙터 | B. 윌슨                                        | 2:34      |
| 5. | 〈Everyone's in Love with You〉 | 러브                                | 러브                                           | 2:42      |
| 6. | 〈Talk to Me〉                  | 조 세네카                           | C. 윌슨                                        | 2:14      |
| 7. | 〈That Same Song〉              | 윌슨, 러브                          | B. 윌슨                                        | 2:16      |
| 8. | 〈T M Song〉                    | 윌슨                                | 자딘                                           | 1:34      |

| #  | 제목                          | 작사·작곡                         | 리드 보컬        | 재생 시간 |
| -- | ----------------------------- | --------------------------------- | ---------------- | --------- |
| 1. | 〈Palisades Park〉            | 척 배리스                         | C. 윌슨          | 2:27      |
| 2. | 〈Susie Cincinnati〉          | 앨 자딘                           | 자딘             | 2:57      |
| 3. | 〈A Casual Look〉             | 에드 웰스                         | 러브, 자딘       | 2:45      |
| 4. | 〈Blueberry Hill〉            | 앨 루이스, 래리 스톡, 빈센트 로즈 | 러브             | 3:01      |
| 5. | 〈Back Home〉                 | 윌슨, 밥 노버그                   | B. 윌슨          | 2:49      |
| 6. | 〈In the Still of the Night〉 | 프레드 패리스                     | D. 윌슨          | 3:03      |
| 7. | 〈Just Once in My Life〉      | 제리 고핀, 캐럴 킹, 스펙터        | C. 윌슨, B. 윌슨 | 3:47      |